# Efira

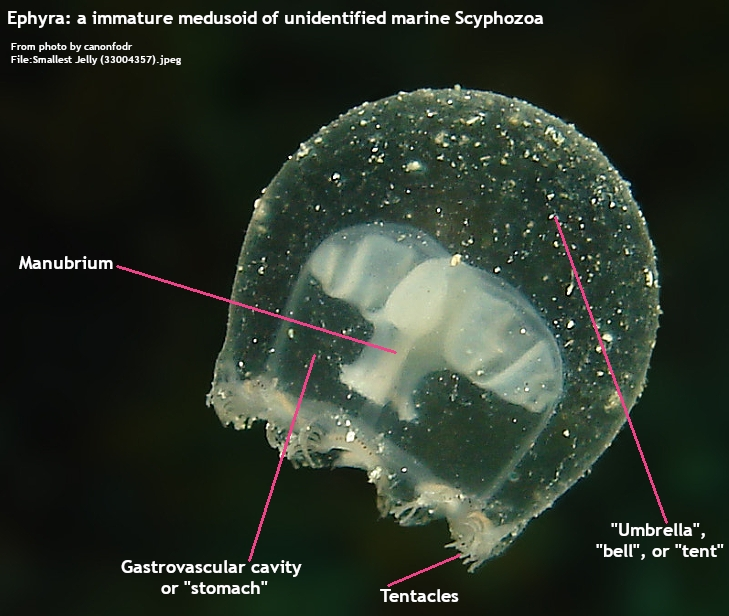
Un'efira con evidenziate le principali strutture anatomiche

L'efira è il primo stadio medusoide degli cnidari scifozoi. Le efire sono abbastanza comuni nei campioni di zooplancton.

## Sviluppo

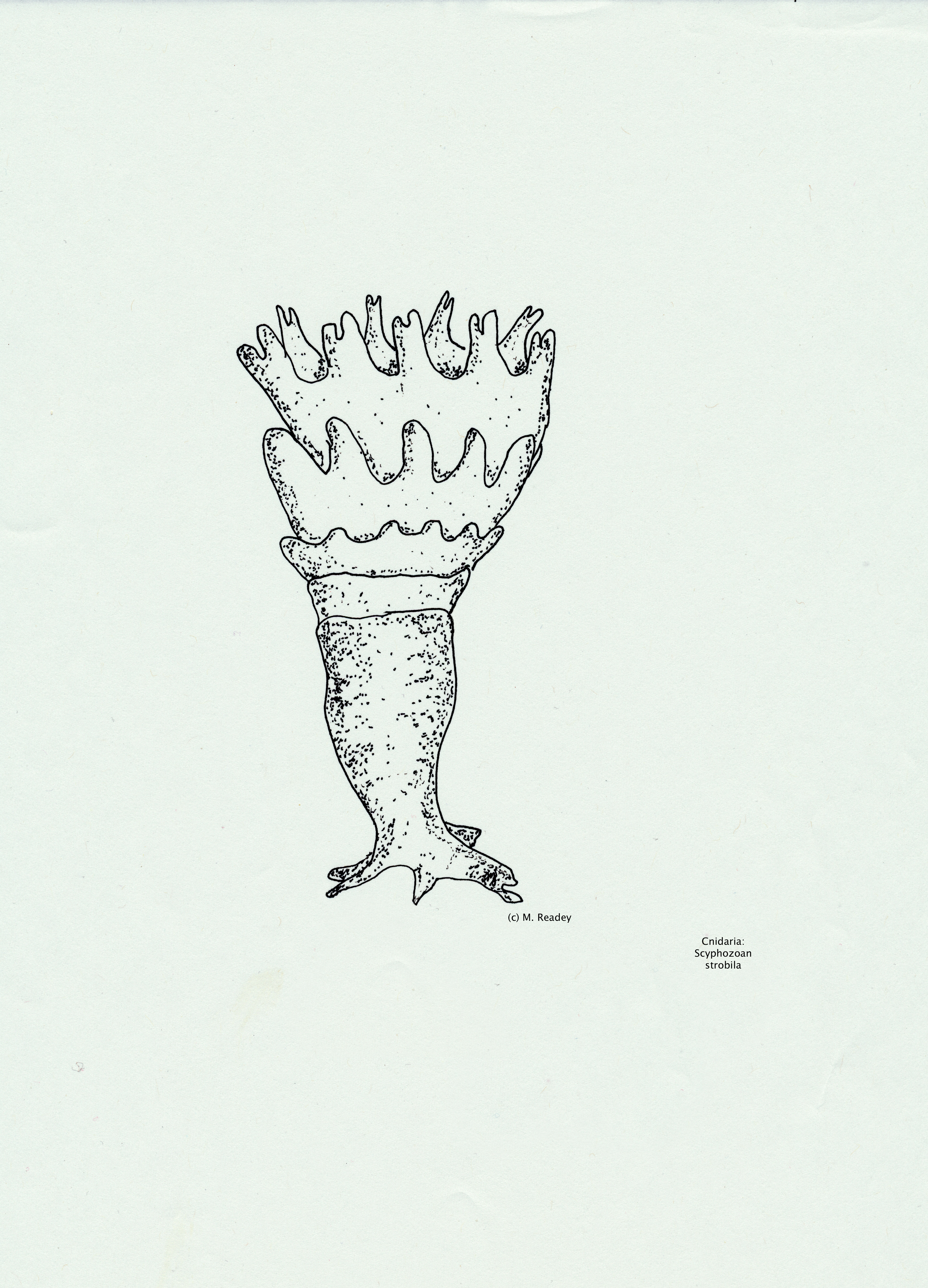
Polipo scifistoma in strobilazione in cui si possono vedere quattro efire in diversi stadi di maturazione

Dopo la riproduzione sessuata, le uova fecondate delle meduse si sviluppano in planule ed in seguito in polipi, che si ancorano ad un supporto roccioso o sul fondo del mare. Le efire vengono liberate dal polipo attraverso un fenomeno noto come strobilazione che consiste nella scissione trasversale (a "pila di piatti") del polipo maturo nello stadio noto come scifistoma. Un polipo si divide così in varie centinaia di sezioni, fino a 500 nella Atorella vanhoeffeni, le quali misurano da 0,2 mm a 2 mm di diametro ed possono avere uno spessore dai 0,05 mm ai 0,2 mm. Durante la strobilazione, ogni segmento cresce, definendo sempre più la forma della futura efira: spuntano tentacoli, ropali fra i lobi marginali e le strutture muscolari. La cavità digestiva del polipo si estende su tutta la sua lunghezza e va a formare lo stomaco delle efire.
Da un solo polipo vengono rilasciate numerose efire, si tratta dunque di un tipo di riproduzione asessuata. In un tempo più o meno lungo l'efira assume le caratteristiche e l'aspetto della medusa adulta. Non tutti gli scifozoi seguono questo ciclo in maniera completa, in alcune specie come la comune Pelagia noctiluca manca del tutto lo stadio polipoide e la planula si sviluppa direttamente in un'efira. La produzione di efire per strobilazione dipende fortemente dalle condizioni ambientali: in condizioni sfavorevoli, è possibile che i polipi diano origine ad altri polipi piuttosto che ad efire.

## Descrizione

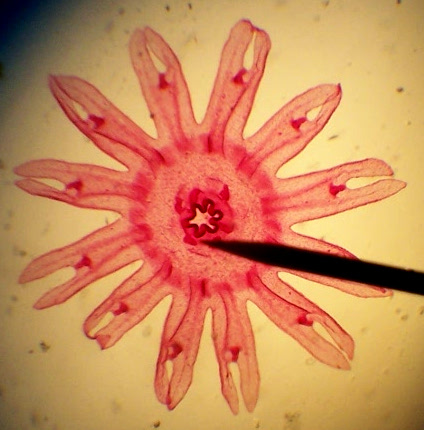
Efira di Aurelia aurita in colorazione artificiale. Sono visibili 12 lobi marginali ognuno dei quali suddiviso distalmente in due lobuli tra i quali è evidente il ropalio

Le efire sono molto appiattite con forma stellata caratteristica. Le efire presentano un disco centrale da cui si dipartono otto (nella maggioranza delle specie) lobi marginali ognuno dei quali porta nella parte terminale due lobuli simmetrici tra i quali è presente, nella maggior parte delle specie, un organo sensoriale denominato ropalio. I tentacoli emergono tra i lobi marginali in uno stadio di sviluppo più o meno avanzato dipendente dalla specie e dalle condizioni ambientali. La cavità gastrovascolare o stomaco è presente nel disco centrale e si ramifica con canali rettilinei sia nei lobi marginali (canali ropaliali o periradiali o interradiali) che negli spazi tra i lobi (canali tentacolari o adradiali). L'aspetto di questi canali, oltre che dei lobi e dei lobuli marginali, è fondamentale per la classificazione delle efire. All'interno dello stomaco sono spesso presenti dei filamenti dotati di nematocisti noti come filamenti gastrici, anche il loro numero e la loro disposizione sono utili per determinare le efire. Sulla superficie dorsale sono spesso presenti gruppi di nematocisti.
Con il procedere dello sviluppo, i lobi marginali si riducono di dimensioni in favore del disco centrale fino a scomparire del tutto, i tentacoli si sviluppano, i canali che si dipartono dallo stomaco si ramificano secondo schemi spesso molto complessi e compare il manubrio, un'espansione tubolare che collega la bocca alla cavità gastrovascolare alla cui estremità inferiore sono spesso presenti degli pseudotentacoli noti come braccia orali o labbra. C'è da notare che lo sviluppo dei caratteri adulti nell'efira non è legato ad una taglia particolare, ma può avvenire più o meno rapidamente in base alle condizioni ambientali e alla disponibilità di nutrimento. È possibile dunque trovare individui di dimensioni relativamente grandi ancora con l'aspetto di efira e individui di taglia piccola che mostrano già i caratteri della forma adulta.

## Dieta
Durante la loro crescita fino allo stadio di meduse adulte, le efire si nutrono di copepodi, fitoflagellati, rotiferi e di materia organica in sospensione. L'abbondanza di cibo è essenziale per lo sviluppo delle meduse: è l'elemento fondamentale affinché la strobilazione degli idrozoi e degli scifozoi abbia luogo, ad esempio analisi effettuate su efire di Aurelia aurita hanno mostrato che la crescita è accelerata da temperature miti e da una dieta ricca in proteine.
Nei primi stadi di crescita, le giovani efire si possono nutrire di fitoplancton, ma questa dieta non riesce a sostenerne la crescita oltre i primi 7-10 giorni e viene quindi abbandonata a favore di prede più nutrienti. La quantità di cibo ingerito aumenta naturalmente con la crescita delle efire, le quali si dirigono quindi verso prede più grosse. Una dieta abbondante può portare le efire a raggiungere lo stadio adulto in un mese, ma questi tempi si possono oltremodo allungare se le condizioni ambientali mutano, irrigidendosi.